# Lidia Skoblikova

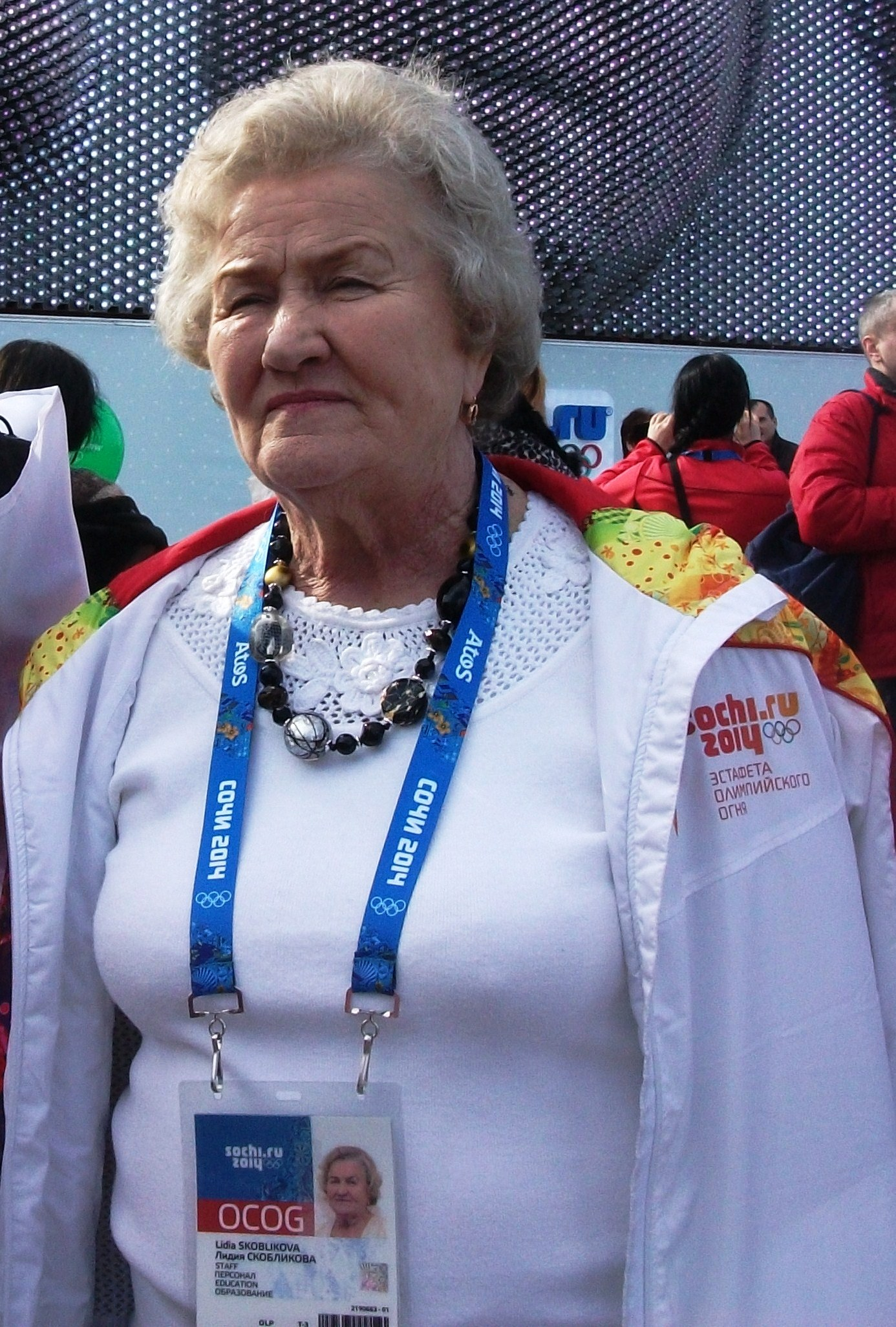
Lidia Skóblikova en Sochi 2014.

Lidia Skóblikova (Zlatoúst, 8 de marzo de 1939) es una patinadora sobre hielo de velocidad soviética. En los Juegos Olímpicos de 1960 y 1964, obtuvo un total de seis medallas de oro, récord en cuanto una patinadora. Ganó 25 medallas de oro en campeonatos mundiales y 15 en los Juegos nacionales soviéticos. 
Se hizo parte del equipo de patinaje soviético de velocidad y a los 19 años obtuvieron el tercer puesto en el campeonato mundial. Posteriormente a su retiro, se convirtió en entrenadora del equipo soviético. Borís Yeltsin le entregó la Orden de Mérito por la Patria y fue una de las encargadas de llevar la bandera olímpica en los Juegos Olímpicos de Sochi 2014.